# 哈羅德·羅斯

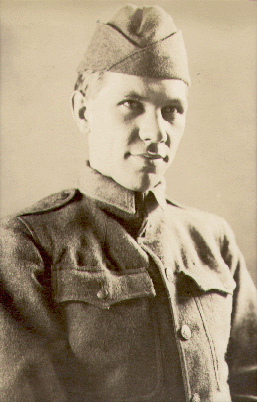
哈羅德·羅斯

哈罗德·华莱士·罗斯（Harold Wallace Ross，1892年11月6日 - 1951年12月6日）是一位美国记者，1925年他与妻子简·格兰特共同创办了紐約客杂志，并出任该杂志總編輯直至去世。
罗斯禁止紐約客刊登以性为主题的文章 ，也拒绝他所認為的不合适的广告。罗斯也不喜欢以宿命论為主題的文章。
哈羅德·羅斯後來罹患支气管癌並转移，他還為此接受了肺切除手术。1951年12月，罗斯因心力衰竭去世。